# Cheracebus regulus
Cheracebus regulus (лат. ) — вид приматов семейства Саковые.

## Описание
Этот вид входит в одну группу с Cheracebus torquatus, Cheracebus purinus, Cheracebus medemi, Cheracebus lugens и Cheracebus lucifer. Ладони оранжевые, хвост чёрный, внутренняя поверхность конечностей чёрная, грудь и брюхо тёмно-коричневые, бока коричневая, макушка красноватая, горло белое. Отличается от C. purinus тёмно-коричневой грудью и брюхом, коричневыми боками и оранжевыми, а не белыми ладонями, от C. torquatus отличается тёмным цветом внутренней поверхности конечностей и более светлым цветом горла, от C. lucifer отличается красной, а не чёрной макушкой, от C. lugens отличается более светлой спиной и красноватой макушкой, от C. medemi отличается оранжевыми ладонями и красной макушкой.

## Поведение
Как и остальные прыгуны, этот вид всеяден, в рационе листья, фрукты, мелкие животные. Образует небольшие семейные группы, каждая группа достаточно агрессивно защищает свою территорию.

## Распространение
Представители вида встречаются в Бразилии в штате Амазонас. Ареал ограничен верхним течением реки Солимойнс, низовьями реки Жавари и левым берегом реки Журуа от устья до примерно 7º южной широты. Вид симпатричен Plecturocebus cupreus.